# 2020-as magyar birkózóbajnokság
A 2020-as magyar birkózóbajnokság a száztizenharmadik magyar bajnokság volt. A férfi kötöttfogású és szabadfogású, valamint a női szabadfogású bajnokságot is szeptember 19-én rendezték meg Budapesten, a Kozma István Magyar Birkózóakadémián.

## Eredmények

### Férfi kötöttfogás
| Versenyszám | Arany                            | Arany | Ezüst                             | Ezüst | Bronz                               | Bronz |
| ----------- | -------------------------------- | ----- | --------------------------------- | ----- | ----------------------------------- | ----- |
| 55 kg       | Gazdag Krisztián Pécsi EAC       |       | Horváth Csaba Ceglédi VSE         |       | Losoncz Szabolcs Dunaharaszti MTK   |       |
| 60 kg       | Török Tamás Ceglédi VSE          |       | Andrási József Bp. Honvéd         |       | Rácz Richárd Orosházi Spartacus     |       |
| 63 kg       | Kecskeméti Krisztián Ceglédi VSE |       | Berta Mike Érdi Spartacus         |       | Kecskeméti Dávid Ceglédi VSE        |       |
| 67 kg       | Krasznai Máté Csepeli BC         |       | Tóth Levente Ceglédi VSE          |       | –                                   |       |
| 72 kg       | Fritsch Róbert Csepeli BC        |       | Tosmagi Attila Erzsébeti SMTK     |       | Jász Márton Csepeli BC              |       |
| 77 kg       | Losonczi Ottó Erzsébeti SMTK     |       | Klányi Krisztofer Dorogi NC       |       | Bak Barnabás Pécsi EAC              |       |
| 82 kg       | Lőrincz Tamás Bp. Honvéd         |       | Ubrankovics Norbert Vasas SC      |       | Dömök Péter Ferencvárosi TC         |       |
| 87 kg       | Losonczi Dávid Erzsébeti SMTK    |       | Takács István BVSC-Ganz-Jászkisér |       | Nagy Péter Ceglédi VSE              |       |
| 97 kg       | Szilvássy Erik Csepeli BC        |       | Rajos Richárd Dorogi NC           |       | Csöllei Márton András Tatabányai SC |       |
| 130 kg      | Majoros Ármin Erzsébeti SMTK     |       | Fodor Péter Vasas SC              |       | Végh Artúr Érdi Spartacus           |       |

### Férfi szabadfogás
| Versenyszám | Arany                               | Arany | Ezüst                             | Ezüst | Bronz                                               | Bronz |
| ----------- | ----------------------------------- | ----- | --------------------------------- | ----- | --------------------------------------------------- | ----- |
| 57 kg       | Nyíri Milán Csepeli BC              |       | Kelemen Zsolt Orosházi BE         |       | Kovács Buda Dél-Zselic SE                           |       |
| 61 kg       | Gamzatgadzsi Halidov Erzsébeti SMTK |       | Farkas Rajmund Kecskeméti TE      |       | Németh Márton Vasas SC                              |       |
| 65 kg       | Kiss Károly Pécsi EAC               |       | Budai-Kovács Marcell Csepeli BC   |       | Egyed Balázs Vasas SC                               |       |
| 70 kg       | Muszukajev Iszmail Ferencvárosi TC  |       | Molnár József Pécsi EAC           |       | Kránitz Adrián Orosházi BEGulyás Botond Csepeli BC  |       |
| 74 kg       | Kuramagomedov Murad Tatabányai SC   |       | Vida Csaba Kecskeméti TE          |       | Gulyás Zsombor Pécsi EAC                            |       |
| 79 kg       | Mester Milán Erzsébeti SMTK         |       | Lukács Norbert Bp. Honvéd         |       | Újfalvi Csaba Kecskeméti TELukács Botond Bp. Honvéd |       |
| 86 kg       | Nagy Mihály Sziget SC               |       | Szurovszki Patrik Ferencvárosi TC |       | Hencz Joel Vasas SCLigeti Richárd Haladás VSE       |       |
| 92 kg       | Veréb István Haladás VSE            |       | Szabó Noé Vasas SC                |       | Végh Richárd Érdi Spartacus                         |       |
| 97 kg       | Juhász Balázs Kecskeméti TE         |       | Fodor Tamás Vasas SC              |       | Wittmann Kristóf Haladás VSE                        |       |
| 125 kg      | Ligeti Dániel Haladás VSE           |       | Tóth Rafael Sziget SC             |       | Nagy Mihály Sziget SC                               |       |

### Női szabadfogás
| Versenyszám | Arany                                | Arany | Ezüst                           | Ezüst | Bronz                      | Bronz |
| ----------- | ------------------------------------ | ----- | ------------------------------- | ----- | -------------------------- | ----- |
| 50 kg       | Gaál Henrietta Vasas SC              |       | Beringer Fatime Sziget SC       |       | Réczi Bianka Tatabányai SC |       |
| 53 kg       | Dénes Mercédesz Érdi Spartacus       |       | Papp Melánia Vasas SC           |       | Máté Petra Kaposvári SI    |       |
| 55 kg       | Rehor Orsolya Ceglédi VSE            |       | Béres Adrien Bp. Honvéd         |       | Márai Csenge Sziget SC     |       |
| 57 kg       | Barka Emese Csepeli BC               |       | Karancsi Viktória Dunakeszi VSE |       | Polák Barbara Kaposvári SI |       |
| 59 kg       | Bognár Erika Bp. Honvéd              |       | Szabó Nikolett Ferencvárosi TC  |       | –                          |       |
| 62 kg       | Szél Anna Orosházi Spartacus         |       | Fábián Anna Tököli BSE          |       | –                          |       |
| 65 kg       | Szabados Noémi Ferencvárosi TC       |       | Rácz Marietta Csepeli BC        |       | –                          |       |
| 68 kg       | Sleisz Gabriella Erzsébeti SMTK      |       | Felhő Viktória Kiskunhalasi BC  |       | Németh Anna Esztergomi BSE |       |
| 72 kg       | Szabó Franciska Sziget SC            |       | Virág Zsófia Soltvadkerti TE    |       | Nagy Nóra Erzsébeti SMTK   |       |
| 76 kg       | Magasházi Mercédesz Kerámia SE Tófej |       | Ballér Dóra Kaposvári SI        |       | –                          |       |